# Moiry (Ardennes)
Moiry is een gemeente in het Franse departement Ardennes (regio Grand Est) en telt 183 inwoners (2005). De plaats maakt deel uit van het arrondissement Sedan.

## Geografie
De oppervlakte van Moiry bedraagt 3,9 km², de bevolkingsdichtheid is 46,9 inwoners per km².
Het plaatsje ligt aan de Marche.
De onderstaande kaart toont de ligging van Moiry (Ardennes) met de belangrijkste infrastructuur en aangrenzende gemeenten.

## Demografie
Onderstaande figuur toont het verloop van het inwonertal (bron: INSEE-tellingen).

Vanwege een beveiligingsprobleem met de MediaWiki Graph-software is het momenteel niet mogelijk deze grafiek weer te geven. Zodra de software is bijgewerkt zal de grafiek vanzelf weer zichtbaar worden.